# 타이토 (기업)
타이토 주식회사는 일본의 비디오 게임 배급사 및 개발사이다. 주로 비디오 게임, 장난감 및 아케이드 캐비넷을 제작한다.
1953년 유대계 러시아인 미하엘 코간이 타이토 무역 주식회사라는 설립됐으며 초기에는 일본 내 보드카, 자판기 및 주크박스 유통을 사업으로 삼았다. 1973년부터 비디오 게임 산업에 진출했으며, 1978년 공전의 인기를 누린 슈팅 게임 《스페이스 인베이더》를 계기로 사업을 확장해 1970년대 후반부터 1990년대 말까지 비디오 게임계에서 상업적 성공을 거뒀다. 캡콤, 코나미, 남코 및 세가같은 타 일본 개발사과 함께 일본 내 주요 개발사 위치에 올랐으며 당시 국외로 진출한 첫 번째 일본 비디오 게임 기업이었다.
2005년 8월 스퀘어 에닉스에 인수됐으며 2006년부터 부서로서 영업중이다. 타이토 산하에 '게임 타이토 스테이션즈'라는 이름의 일본 전국 단위 아케이드 센터 체인을 관리하며, 그 외 장난감, 인형 및 인형뽑기 기계 제조를 하고 있다.

## 역사

### 배경
유태계 러시아인 사업가 미하엘 코간은 소련 난민으로서 제2차 세계대전 중 일본 공장에서 일하다가 아버지를 따라 상하이에 이주했다. 1994년, 코간은 회사 '타이텅(Taitung)'을 설립했다. 타이텅은 일본어로 '타이토'라고 표기했으며 당시 사업으로 바닥재, 가발, 돼지털 등을 취급했다.

### 1950–1960년대
1950년, 중국 공산당이 득세하자 코간은 사업을 청산하고 세계대전 후 경제침체를 겪고 있던 일본으로 사업처를 옮겼다. 그가 차린 두 번째 사업체 '타이토 요코(Taito Yoko)'는 직원의 직무태만과 지속적인 물품 분실로 난항을 겪었다. 1953년 8월 24일, 타이토 요코는 폐업하고 코간은 이를 대신해 은퇴한 신문기자 및 변호사 나카타니 아키오를 영입해 '타이토 트레이딩 컴퍼니'를 설립했다. 타이토 트레이딩 컴퍼니는 일본 최초 보드카 증류 전문 기업으로 시작했으며, 그 외 땅콩 자판기와 향수 기계 수입도 맡았다.

## 게임음악
사내 밴드로 준타타를 두고 있으며 이들은 타이토 제작 게임의 BGM을 전문적으로 담당했다.

## 주요 작품
- 알카노이드
- 배틀 기어
- 메탈 블랙
- 버블 보블
  - 버블 심포니
  - 버블 메모리즈
  - 버블보블 4 프렌즈
- 엘리베이터 액션
- 뉴질랜드 스토리
- 퍼즐 보블 시리즈
- 레인보우 아일랜드
- 스페이스 인베이더
- 킥스 (Qix)
- 전차로 GO!
- 그루브 코스터

## 참조

### 내용주
1. ↑  일본어: タイトー株式会社 다이토 가부시키가이샤[*], 영어: Taito Corporation
2. ↑  일본어: 太東貿易株式会社, 영어: Taito Trading Company